# Corneille (pape)
Pour les articles homonymes, voir Corneille.
Corneille († en juin 253) est le vingt et unième pape qui succède à Fabien, 14 mois après le décès de celui-ci le 20 janvier 250.
Il est fêté le 16 septembre comme saint par les Églises catholique et orthodoxe.

## Histoire et tradition
Après la mort de Fabien, la persécution de l'empereur romain Dèce est d'une telle violence que les chrétiens de Rome doivent attendre plus d'un an pour élire un nouvel évêque. Dans ce contexte difficile, l'organisation administrative de l'Église, mise en place par Fabien, prouve son efficacité et permet une prise de décision collective des divers clercs. Cependant la primauté de l'Église de Rome est déjà affirmée et pour répondre aux sollicitations des autres Églises les clercs font appel à Novatien, auteur de nombreux ouvrages et qui possède selon les critères de l'époque une belle plume. Novatien en est persuadé : il est le seul à pouvoir être élu nouvel évêque de Rome.

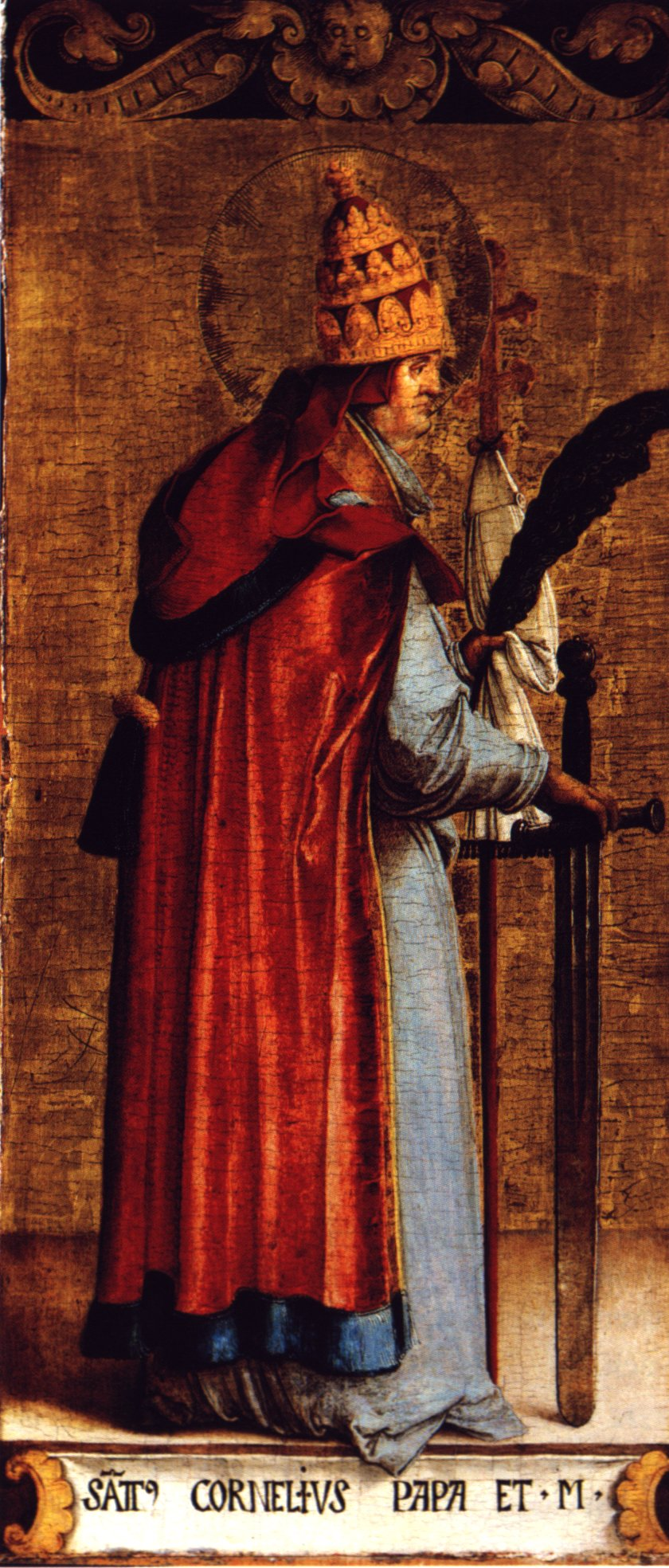
Saint Corneille pape et martyr, tableau du maître de Meßkirch (v. 1535/1540), Staatsgalerie, Stuttgart.

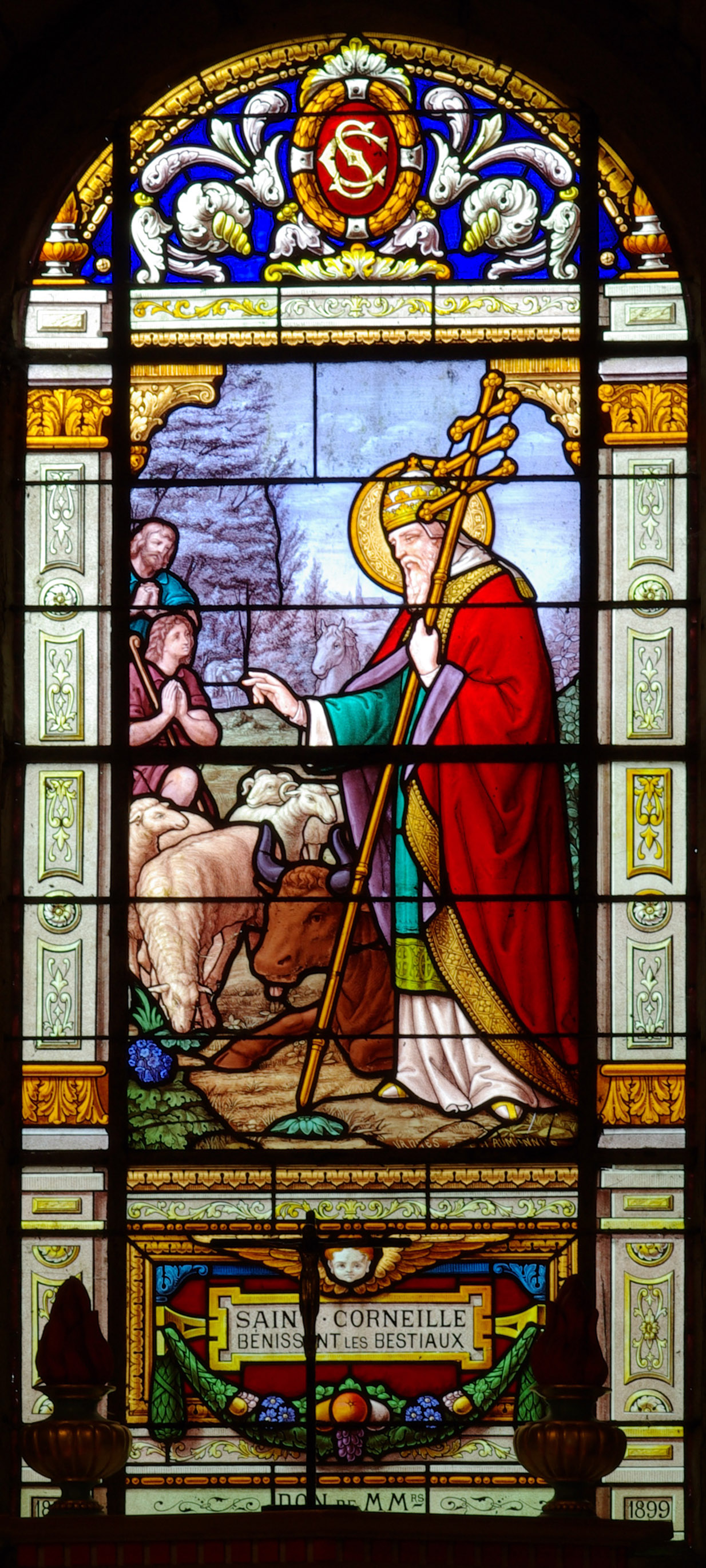
Vitrail représentant saint Corneille (en fait saint Cornély) bénissant les bestiaux (église de Gourlizon).

En mars 251, l'élection a lieu et surprise : c'est le prêtre Corneille qui est élu. La raison en est simple. De nombreux chrétiens, lors de la persécution de Dèce, ont abjuré leur foi par peur ou opportunisme (lapsi). Ils sont nombreux à vouloir rentrer dans l'Église à nouveau. Deux attitudes s'opposent alors : les intransigeants autour de Novatien, et ceux adeptes du pardon qui réussissent à faire élire Corneille. Un nouveau schisme apparaît alors car trois évêques italiens acceptent de sacrer Novatien alors que la quasi-totalité des autres Églises reconnaissent Corneille. Un synode, réuni en automne 251, avec l'évêque Denys d'Alexandrie et Cyprien de Carthage, approuve la mansuétude de Corneille et excommunie Novatien pour sa dureté envers les repentis.
Le patriarche Fabien d'Antioche partisan, comme de nombreux évêques orientaux, de plus de fermeté, est le destinataire d'une lettre envoyée par Corneille où celui-ci argumente son point de vue (Clavis Patrum Græcorum 1850–1854). Les fragments d'une lettre perdue transmise par l'Histoire ecclésiastique d'Eusèbe de Césarée (IVe siècle) révèlent que Rome à cette époque (milieu du IIIe siècle) comptait environ 150 ecclésiastiques chrétiens dont 7 diacres, 46 prêtres, des sous-diacres, des acolytes, des lecteurs et ... 52 exorcistes.
Corneille est déporté sur ordre de l'empereur romain Trébonien Galle à Centum Cellae (Civitavecchia) à la fin de l'année 252 où il meurt de façon naturelle semble-t-il probablement en 253. Son corps est ramené à Rome et déposé dans la catacombe de Saint-Calixte.
Une légende bretonne l'identifie à saint Cornély, honoré sous ce nom notamment à Carnac et à Gourlizon.

## Fête
Corneille est fêté le 14 septembre avec saint Cyprien.
Un cantique de Brière évoque le saint en ces termes :
« Dès qu'un fléau nous menace, ô Corneille

 Nous accourons vous parler de nos maux

 Du haut des cieux sur nous votre cœur veille

 Vous protégez et nous et nos troupeaux ».
— Cantique religieux en l'honneur de saint Corneille
.

## Attributs
Saint Corneille est représenté en habits épiscopaux ou pontificaux ; son attribut principal est la corne de chasse, par assonance avec le nom de Corneille. Il peut aussi avoir une épée. Il est parfois représenté accompagné d'un ou deux bovins ou de plusieurs gallinacés. Il est considéré dans le Nord de la France comme le protecteur des petits enfants. En Belgique il est invoqué pour la bonne santé des bovins et des oiseaux de basse-cour. En Bretagne bretonnante, son culte a remplacé parfois celui de saint Cornély, dont le nom a été francisé en saint Corneille.